# شوهی شیرای
شوهی شیرای (انگلیسی: Shuhei Shirai؛ زادهٔ ۱۹ ژوئیهٔ ۱۹۸۵) بازیکن فوتبال اهل ژاپن است.